# Budy Szynczyckie
Budy Szynczyckie – wieś w Polsce położona w województwie łódzkim, w powiecie piotrkowskim, w gminie Czarnocin.
W latach 1975–1998 miejscowość administracyjnie należała do województwa piotrkowskiego.